# Jozef Pauko
Jozef Pauko (15. února 1955 – 6. listopadu 2013 Rajec) byl slovenský politik za HZDS, po sametové revoluci československý poslanec Sněmovny národů Federálního shromáždění.

## Biografie
Ve volbách roku 1992 byl za HZDS zvolen do slovenské části Sněmovny národů. Ve Federálním shromáždění setrvala do zániku Československa v prosinci 1992. Uvádí se bytem Rajec.
Po krajských volbách roku 2001 se Jozef Pauko uvádí jako poslanec za HZDS v zastupitelstvu Žilinského kraje. V krajských volbách roku 2005 kandidoval opětovně, ale nebyl zvolen.
Jozef Pauko je později uváděn jako přednosta městského úřadu v Rajci. Ve funkci setrval do své smrti roku 2013. Byl pohřben v domovském Rajci.